# Винарско
Винарско (болг. Винарско) — село в Бургасской области Болгарии. Входит в состав общины Камено. Находится примерно в 10 км к северо-западу от центра города Камено и примерно в 25 км к северо-западу от центра города Бургас. По данным переписи населения 2011 года, в селе  проживало 480 человек.

## Население
| Год     | 1934 | 1946 | 1956 | 1965 | 1975 | 1985 | 1992 | 2001 | 2011 |
| ------- | ---- | ---- | ---- | ---- | ---- | ---- | ---- | ---- | ---- |
| Жителей | 1036 | 1038 | 1023 | 1034 | 1172 | 1038 | 1091 | 807  | 480  |

| Национальность | Человек | Процент |
| -------------- | ------- | ------- |
| болгары        | 430     | 90,34%  |
| другие         | 40      | 8,4%    |
| Всего ответов  | 476     |         |

|  |